# Élections municipales québécoises de 1973
Les élections municipales québécoises de 1973 sont les scrutins tenus en octobre 1973 dans certaines municipalités du Québec. Elles permettent de déterminer les maires et/ou les conseillers de ces municipalités.
Des élections ont notamment lieu à Québec.

## Montréal

### Montréal-Est
Élection générale tenue le 4 novembre 1973
| Candidats pour la mairie | Vote            | %               |
| ------------------------ | --------------- | --------------- |
| Édouard Rivet (Sortant)  | Sans opposition | Sans opposition |

| Candidats Quartier Centre - Siège 1 | Vote | %     |
| ----------------------------------- | ---- | ----- |
| Roger Lachapelle                    | 473  | 56,44 |
| Henri Leroux (Sortant)              | 365  | 43,56 |

| Candidats Quartier Centre - Siège 2 | Vote | %     |
| ----------------------------------- | ---- | ----- |
| Roland Beaudin                      | 442  | 52,74 |
| M. Pellerin                         | 314  | 37,47 |
| M. Sénécal                          | 82   | 9,79  |

| Candidats Quartier Nord - Siège 1 | Vote            | %               |
| --------------------------------- | --------------- | --------------- |
| Maurice Senez (Sortant)           | Sans opposition | Sans opposition |

| Candidats Quartier Nord - Siège 2 | Vote | %     |
| --------------------------------- | ---- | ----- |
| Yvon Labrosse (Sortant)           | 575  | 79,20 |
| Monique Dulong                    | 151  | 20,80 |

| Candidats Quartier Ouest - Siège 1 | Vote | %     |
| ---------------------------------- | ---- | ----- |
| Georges Courtemanche (Sortant)     | 396  | 52,24 |
| Roland Rhéaume                     | 362  | 47,76 |

| Candidats Quartier Ouest - Siège 2 | Vote | %     |
| ---------------------------------- | ---- | ----- |
| Joseph Patriarco                   | 600  | 77,92 |
| Paul Faulkner                      | 170  | 22,08 |

- Nomination de Henri Leroux au poste de conseiller du siège 1 du Quartier Ouest le 28 décembre 1973 en raison du décès du conseiller Georges Courtemanche le 22 décembre 1973.

- Nomination de Roland Rhéaume au poste de conseiller du siège 1 du Quartier Ouest le 10 février 1977 en raison du décès du conseiller Henri Leroux le 4 février 1977.